# Leptaulax cyclotaenius
Leptaulax cyclotaenius is een keversoort uit de familie Passalidae. De wetenschappelijke naam van de soort is voor het eerst geldig gepubliceerd in 1891 door Kuwert.